# LeoLok
LeoLok論壇是一個綜合型討論區網站，於2002年由Lok創建，當時使用系統為CGI程式中的LeoBBS，到2006年正式改為Discuz!。由於論壇是一個免費的討論平台，與網絡用戶分享和交流心得，後來又設有免費成人專區，因此各地網民蜂湧而至，使LeoLok論壇的會員人數曾經超越二十萬名。2006年，論壇因發生好幾次管理層人事變動，以致論壇混亂一時，最後關閉LeoLok論壇。

## 網站內容
論壇內容涉及中、港、澳、台等多地文化生活交流。
主要有十一大分類版區：休閒天地、車天車地、購物中心、我們的娛樂場、貼圖專區、主題特區、手機資訊、遊戲基地、BT下載、18禁資訊交流、社區資訊。
其中以休閒天地、車天車地、貼圖專區、BT下載及18禁資訊交流這幾個分類版區為最熱門。除了論壇內的版區活動之外，論壇也舉辦戶外活動，以增進會員與管理團隊之間的交流。